# Семсейит
Семсейит — редкий минерал из класса сульфосолей, открыт в 1881 году в Бая-Сприе (Марамуреш, Румыния). Назван в честь венгерского аристократа Андора фон Семсее (1833—1923), увлекавшегося минералогией, в честь которого получил название минерал андорит.

## Кристаллография
| Точечная группа           | 2/m — Призматический                                         |
| Пространственная группа   | B2/b (B1 1 2/b) [C2/c] {C1 2/c 1}                            |
| Сингония                  | Моноклинная                                                  |
| Параметры ячейки          | a = 13,64Å, b = 11,96Å, c = 24,46Å β = 105,87°               |
| Отношение                 | a: b: c = 1,14 : 1 : 2,045                                   |
| Объем элементарной ячейки | V 3,838.18 Å³ (рассчитано по параметрам элементарной ячейки) |

## Оптические свойства
| Тип                     | анизотропный       |
| Оптическая анизотропия  | сильная            |
| Цвет в отраженном свете | белый              |
| Плеохроизм              | слабый             |
| Люминесценция           | не флуоресцентный. |

## Формы выделения
Семсейит образует розетки и сферолитоподобные агрегаты кристаллов стально-серого цвета с металлическим блеском (многие из кристаллов в агрегатах скручены). Крайне редко попадаются отдельные мелкие кристаллы короткопризматического или таблитчатого габитуса.

## Образование
Семсейит формируется в среднетемпературных гидротермальных жилах. С минералом часто ассоциируют сфалерит, кварц, галенит, сидерит.

## Химический состав
| Химический элемент | %       |
| ------------------ | ------- |
| Сурьма             | 27,73 % |
| Свинец             | 53,10 % |
| Сера               | 19,17 % |

## Месторождения
Месторождений семсейита очень немного. Лучшие образцы минерала добываются в Бая-Сприе (Марамуреш, Румыния) — месте его первого обнаружения. В России встречается на Алтае и в Якутии. Также семсейит встречается в Шотландии, Франции и Турции.